# Fabryki Mebli „Forte”
Fabryki Mebli „FORTE” S.A. – przedsiębiorstwo z siedzibą w Ostrowi Mazowieckiej, zajmujące się od 1992 produkcją mebli. Od 1996 spółka notowana jest na Giełdzie Papierów Wartościowych w Warszawie.
Przedsiębiorstwo jest jednym z liderów branży meblarskiej w Polsce, a także największym eksporterem polskich mebli.

## Historia
W 1992 r. Maciej Formanowicz kupił Fabrykę Mebli w Ostrowi Mazowieckiej. W następnym roku przedsiębiorstwo kupiło Suwalską Fabrykę Mebli w Suwałkach i otworzyło tam drugi zakład produkcyjny.
W kolejnych latach dołączono kolejne spółki: Meble Polonia, Białostockie Fabryki Mebli SA oraz Furnel SA.
W 2016 zainicjowano budowę nowej fabryki w Dubowie.

## Działalność
Spółka założona została przez Macieja Formanowicza. Działalność produkcyjną rozpoczęła w 1992 roku w Ostrowi Mazowieckiej. W 2017 spółka posiadała cztery zakłady produkcyjne zlokalizowane w Ostrowi Mazowieckiej, Suwałkach, Białymstoku oraz Hajnówce. Całkowita powierzchnia produkcyjna fabryk wynosi 120 tysięcy m², zaś powierzchnia magazynowa 70 tysięcy m². Każdego roku spółka wprowadza do oferty blisko 1500 nowych wzorów.
Forte sprzedaje swoje produkty w ponad 40 krajach (poprzez sieć ponad 4,5 tys. odbiorców-partnerów biznesowych), a 82 procent całej produkcji trafia za granicę. Produkcja w 2015 wyniosła 3,5 miliona sztuk mebli, a wartość sprzedaży – 954 mln zł. Liczba dużych akcjonariuszy – 4. W 2016 spółka przekroczyła 1 mld zł przychodu ze sprzedaży. Meble są sprzedawane w sklepach i salonach meblowych, przy czym firma posiada własną sieć dystrybucji. Znacząca część produkcji trafia na eksport. Spółka sprzedaje swoje produkty między innymi: w Niemczech (gdzie posiada centrum wystawiennicze, na terenie targów M.O.W. w Bad Salzuflen), Holandii, Belgii, Czechach, na Słowacji oraz Ukrainie. Posiada certyfikat ISO 9001 w zakresie projektowania, produkcji i sprzedaży mebli.

### Wyniki finansowe
Skonsolidowany raport roczny w tys. PLN (2017):
- przychody netto ze sprzedaży – 1 096 230
- suma aktywów – 1 482 036
- liczba akcji – 23 930 769
- EBITDA – 125 637